# 1972年3月15日国鉄ダイヤ改正
1972年3月15日国鉄ダイヤ改正では、日本国有鉄道（国鉄）が1972年（昭和47年）3月15日に実施したダイヤ改正について記す。山陽新幹線新大阪駅 - 岡山駅間がこのとき開業した。俗に「ヨン・ナナ・サン」と呼ばれた。

## ダイヤ改正の背景
1964年（昭和39年）10月1日に東海道新幹線の東京駅 - 新大阪駅間が開業して東海道本線の輸送力不足は解消されたが、それと接続して山陽・九州方面への連絡を担うことになった山陽本線が代わって輸送力の不足に悩まされるようになった。国鉄では東海道新幹線と直通運転を行う形で新大阪駅から福岡県福岡市の博多駅にまで達する山陽新幹線の建設を決定、1967年（昭和42年）3月16日に兵庫県赤穂市で起工式が行われて着工、そしてまずこの1972年（昭和47年）3月に山陰・四国方面への連絡路線が分岐する岡山駅までが開業した。「ひかり」が東京駅から同駅まで直通するようになったことと、さらに九州まで伸びると言う願いを込めて「ひかりは西へ」がそのキャッチコピーとなった。

## 改正内容

### 山陽新幹線
原則として東海道新幹線と直通運転をする「ひかり」を中心にして運行することにし、「こだま」は朝晩のみの運行になった。新大阪駅 - 岡山駅間に設定された列車は「ひかり」が26本・「こだま」は4本となり、日中は「ひかり」が毎時2本で、山陽新幹線区間でノンストップのものを「Wひかり」と称して4往復、新神戸駅・姫路駅に停車するものを「Aひかり」と称して8往復、各駅に停車する「こだま」に相当する列車を「Bひかり」として14往復と、同じ「ひかり」でもタイプが分けられることになった。
また、それまで「ひかり」は超特急、「こだま」は特急として料金に格差があったが、山陽新幹線区間では「Bひかり」が「こだま」の役を果たすことになるので、これを機に山陽新幹線区間と「ひかり」・「こだま」の所要時間の差が小さい東海道新幹線の名古屋駅 - 新大阪駅間では料金格差を設けないことにした。東京駅 - 名古屋駅間の格差は1975年（昭和50年）3月10日の山陽新幹線博多駅への延長にあわせて廃止された。

### 在来線
姫路駅で山陽新幹線と接続する播但線、岡山駅で接続する山陽本線・伯備線・宇野線、さらに四国各線などで大きな変動があった。また、他の幹線でも列車増発などの変化がおこっている。

### 北海道地区
これまで北海道の特急列車は青函連絡船への接続による「対本州連絡輸送」の速達化を主眼として誕生しており、札幌駅と道内主要各駅との間で利用客が多い特急も、全て函館駅が起点となっていた。
この改正では、道央 - 石北本線沿線をカバーする急行「大雪」の格上げにより、初めて札幌駅を起点とする網走駅までの特急「オホーツク」が1往復新設された。

### 京阪神地区
山陽新幹線への転換に伴う優等列車の削減で線路容量に余裕ができたため日中時間帯に新快速が増発され毎時4本運転になった。西側は西明石駅発着が毎時3本、姫路駅発着が毎時1本で、東側は京都駅まで毎時4本、草津駅までは毎時1本設定された。
快速は朝夕の列車が西明石駅停車になり、垂水駅も停車駅に追加（4月20日からは六甲道駅にも）、東側で草津駅まで毎時4本になった。終電も繰り下げになり、大阪発で23時まで運転されるようになった。
各駅停車は朝ラッシュ時に西明石駅→大阪駅間で3分間隔に増発された。日中時間帯は103系に統一され、旧型国電が引退。京都駅 - 甲子園口駅間と西明石駅 - 吹田駅間の分割運行になった。

### 播但線
新大阪駅・大阪駅 - 姫路駅 - 鳥取駅・倉吉駅間に、新幹線接続特急として同線初かつ福知山線経由の特急「まつかぜ」を補充する、特急「はまかぜ」2往復が新設された。

### 山陽本線
山陽新幹線の開業によって岡山駅以東の特急・急行列車は大幅に削減されたが、岡山駅以西では列車の増発となった。この結果、山陽本線は線路容量の限界近くまで列車が設定されることになり、寝台特急では特急貨物列車との規格ダイヤ化を行うことによって、速度を若干低下させる一方で列車の増発を可能にさせたりもした。列車変動に関して詳しくは、山陽本線優等列車沿革#山陽新幹線岡山開業を参照。

### 伯備線
山陽新幹線の開業に伴い、関西などから山陰地方中部へ向かうには新幹線と伯備線を乗り継ぐルートが最速となることから、新幹線接続特急の設定を行うことにした。すでに前1971年（昭和46年）4月から、同線初の特急としてキハ181系気動車の伯備線における試行もかねて新大阪駅 - 岡山駅 - 出雲市駅間に1往復の「おき」が設定されていたが、この改正では始発駅を岡山駅に短縮するとともに4往復へ増発し、岡山駅 - 出雲市駅・益田駅間運行の特急「やくも」が設定された。

### 宇野線
宇野線には、それまで新大阪駅・大阪駅から宇高連絡船に接続する宇野駅まで特急「うずしお」が3往復、急行「鷲羽」が9往復、さらに東京駅から直通する夜行急行「瀬戸」が2往復設定され、さらに伯備線・津山線から岡山駅で併結して直通する急行「砂丘」・「しんじ」も1往復（線内併結運転）設定されていた。
山陽新幹線の開業に伴い、それら優等列車は東京・大阪からの直通夜行列車「瀬戸」・「鷲羽」1往復ずつを除いて全廃され、代わりに新幹線接続のグリーン車も連結した快速列車が岡山駅 - 宇野駅間にほぼ毎時1本で14本、グリーン車連結の普通列車が朝夕の2本設定された。これは、現在の「マリンライナー」の創始と言えるものでもあった。また「瀬戸」は、この時急行列車から特急列車へ格上げになり、本数も2往復から1往復に削減された。

### 四国各線
それまで運行距離が短いなどの理由で設定されてこなかったが、この改正で四国初の特急列車が4本登場した。予讃本線の高松駅 - 松山駅・宇和島駅間を運行する「しおかぜ」3往復と、土讃本線・中村線の高松駅 - 中村駅間を運行する「南風」1往復がそれで、どちらも前述したキハ181系気動車を使用した。

### その他各線
- 北陸本線では特急の増発が図られ、大阪駅からの「雷鳥」が5往復から7往復に、名古屋駅からの「しらさぎ」が3往復から4往復に増発された。
- 東北系統でも特急列車の増発が図られ、上野駅 - 盛岡駅間の「やまびこ」が2往復、上野駅 - 仙台駅間の「ひばり」が2往復、上野駅 - 青森駅間の「ゆうづる」が2往復、上野駅 - 山形駅間の「やまばと」が1往復、上野駅 - 新潟駅間の「とき」が1往復増発された。上野駅 - 青森駅間を常磐線経由で結ぶ昼行特急「みちのく」1往復（昼行急行「十和田」から格上げ）、上野駅 - 金沢駅間を信越本線経由で結ぶ昼行特急「白山」1往復（急行列車から格上げ）、仙台駅 - 秋田駅間を北上線経由で結ぶ「あおば」1往復（季節列車から格上げ）も新設された。
- また、東海道本線・山陽本線における東海地区の静岡駅 - 浜松駅間・豊橋駅 - 大垣駅間、京阪神地区の草津駅 - 姫路駅間、山陽地区の岡山駅 - 三原駅間・広島駅 - 岩国駅間、さらに阪和線や鹿児島本線の小倉駅 - 博多駅間、函館本線の小樽駅 - 岩見沢駅間では、快速が毎時1本以上運転されるようになった。阪和線には、阪和電気鉄道時代の超特急と並ぶ所要時間の「新快速」も設定された。
- 夜行急行列車の食堂車は大幅に削減され、東京駅 - 西鹿児島駅間を鹿児島本線経由で結ぶ「桜島」、京都駅 - 長崎駅間の「雲仙」は食堂車の連結が廃止された。上野駅 - 青森駅間の「十和田」2往復の内1往復の食堂車の連結が廃止され、食堂車を連結する夜行急行列車は「十和田」1往復と「きたぐに」の2往復となった。
- 「効率化」を目的に長距離普通列車は大幅に削減され、上野駅 - 秋田駅間・青森駅 - 上野駅間・京都駅 - 下関駅（山陰本線経由）間を結んでいた長距離普通列車が廃止（おもに夜行区間）、もしくは系統分割された。東海道本線でも東京駅 - 米原駅・大垣駅間の昼行普通列車が廃止され、夜行列車（いわゆる「大垣夜行」）をのぞけば東京駅を発着する普通列車は浜松駅が最遠の行き先となった。